# Список міністрів закордонних справ Анголи

## Міністри закордонних справ Анголи
- Жозе Едуарду душ Сантуш — (1975 — 1976);
- Паолу Тейшейра Жоржи — (1976 — 1984);
- Жозе Едуарду душ Сантуш — (1984 — 1985);
- Афонсу Ван-Дунем М'Бінда — (1985 — 1989);
- Педру де Кастру Ван-Дунем — (1989 — 1992);
- Вененсіу да Сільва Моура — (1992 — 1999);
- Жоао Бернарду де Міранда — (1999 — 2008);
- Ассунсао Афонсу де Соуза душ Анжус — (2008 — 2010);
- Жоржи Ребелу Пінту Чікоті — (2010 — 2017);
- Мануел Домінгуш Аугусто — (2017 — 2020);
- Тете Антоніо — (з 2020).